# Zborov (district de Šumperk)
Pour les articles homonymes, voir Zborov.
Zborov (en allemand : Zborow) est une commune du district de Šumperk, dans la région d'Olomouc, en Tchéquie. Sa population s'élevait à 242 habitants en 2023.

## Géographie
Zborov se trouve à 6 km à l'est-sud-est de Štíty, à 11 km à l'ouest-sud-ouest de Šumperk, à 50 km au nord-ouest d'Olomouc et à 173 km à l'est de Prague.
La commune est limitée par Horní Studénky à l'ouest et au nord-ouest, par Olšany au nord-est, par Vyšehoří à l'est, par Postřelmůvek au sud-est, et par Svébohov au sud.

## Histoire
La première mention écrite de la localité date de 1464.

## Transports
Par la route, Zborov se trouve à 14 km de Šumperk, à 60 km d'Olomouc et à 208 km de Prague.